# Довер (Флорида)
Довер (англ. Dover) — переписна місцевість (CDP) в США, в окрузі Гіллсборо штату Флорида. Населення — 3266 осіб (2020).

## Географія
Довер розташований за координатами 27°59′36″ пн. ш. 82°13′13″ зх. д. / 27.99333° пн. ш. 82.22028° зх. д. (27.993198, -82.220211).  За даними Бюро перепису населення США в 2010 році переписна місцевість мала площу 6,84 км², з яких 6,74 км² — суходіл та 0,10 км² — водойми.

## Демографія
Згідно з переписом 2010 року, у переписній місцевості мешкали 3702 особи в 897 домогосподарствах у складі 736 родин. Густота населення становила 542 особи/км².  Було 1016 помешкань (149/км²).
Расовий склад населення:
| - 68,3 % — білих - 2,2 % — чорних або афроамериканців - 0,5 % — корінних американців - 0,2 % — вихідців з тихоокеанських островів - 0,2 % — азіатів - 23,8 % — осіб інших рас |

До двох чи більше рас належало 4,6 %. Частка іспаномовних становила 67,9 % від усіх жителів.
За віковим діапазоном населення розподілялося таким чином: 33,4 % — особи молодші 18 років, 58,6 % — особи у віці 18—64 років, 8,0 % — особи у віці 65 років та старші. Медіана віку мешканця становила 26,8 року. На 100 осіб жіночої статі у переписній місцевості припадало 118,1 чоловіків;  на 100 жінок у віці від 18 років та старших — 121,9 чоловіків також старших 18 років.
Середній дохід на одне домашнє господарство  становив 44 104 долари США (медіана — 28 047), а середній дохід на одну сім'ю — 46 839 доларів (медіана — 29 327). Медіана доходів становила 29 590 доларів для чоловіків та 19 697 доларів для жінок. За межею бідності перебувало 46,0 % осіб, у тому числі 63,7 % дітей у віці до 18 років та 13,7 % осіб у віці 65 років та старших.
Цивільне працевлаштоване населення становило 1610 осіб. Основні галузі зайнятості: сільське господарство, лісництво, риболовля — 26,5 %, будівництво — 19,8 %, науковці, спеціалісти, менеджери — 19,1 %.